# Американские Виргинские Острова на зимних Олимпийских играх 1998
Американские Виргинские острова принимали участие в Зимних Олимпийских играх 1998 года в Нагано (Япония) в четвёртый раз за свою историю, но не завоевали ни одной медали.

## Результаты
| Экипаж | Спортсмены                    | Дисциплина | 1 Спуск | 1 Спуск | 2 Спуск | 2 Спуск | 3 Спуск | 3 Спуск | 4 Спуск | 4 Спуск | Общее   | Общее |
| Экипаж | Спортсмены                    | Дисциплина | Время   | Место   | Время   | Место   | Время   | Место   | Время   | Место   | Время   | Место |
| ------ | ----------------------------- | ---------- | ------- | ------- | ------- | ------- | ------- | ------- | ------- | ------- | ------- | ----- |
| ISV-1  | Захари Золлер Джефф Кроменхук | Двойки     | 56.77   | 33      | 56.90   | 34      | 56.71   | 33      | 56.82   | 34      | 3:47.20 | 33    |
| ISV-2  | Кит Судзарски Тодд Шульц      | Двойки     | 57.06   | 36      | 57.10   | 35      | 56.96   | 36      | 57.19   | 36      | 3:48.31 | 36    |

| Экипаж | Спортсмены                                           | Дисциплина | 1 Спуск | 1 Спуск | 2 Спуск | 2 Спуск | 3 Спуск | 3 Спуск | Общее   | Общее |
| Экипаж | Спортсмены                                           | Дисциплина | Время   | Место   | Время   | Место   | Время   | Место   | Время   | Место |
| ------ | ---------------------------------------------------- | ---------- | ------- | ------- | ------- | ------- | ------- | ------- | ------- | ----- |
| ISV-1  | Кит Судзарски Пол Зар Кристиан Браун Джефф Кроменхук | Четвёрки   | 55.80   | 30      | 55.52   | 28      | 55.84   | 28      | 2:47.16 | 29    |

### Санный спорт
Женщины
| Спортсменка   | 1 Спуск | 1 Спуск | 2 Спуск | 2 Спуск | 3 Спуск | 3 Спуск | 4 Спуск | 4 Спуск | Общее    | Общее |
| Спортсменка   | Время   | Место   | Время   | Место   | Время   | Место   | Время   | Место   | Время    | Место |
| ------------- | ------- | ------- | ------- | ------- | ------- | ------- | ------- | ------- | -------- | ----- |
| Анна Абернати | 53.224  | 25      | 52.652  | 23      | 52.525  | 26      | 52.306  | 24      | 3:30.707 | 24    |